# Пать (река)
Пать (устар. Сои) — река в России, протекает в Республике Карелия. Исток находится близ горы Гусиная. Протекает через озёра Гусиное, Верхнее Патьярви, Среднее Патьярви и Нижнее Патьярви. Длина реки составляет 35 км, площадь водосборного бассейна — 431 км².
Река берёт начало из ламбины без названия в 7 км к юго-востоку от развалин деревни Сиеминки.
Протекает через озёра Верхнее Сояярви и Нижнее Сояярви.
В Верхнее Сояярви впадает река Сыртань, образующаяся слиянием рек Пороюкал и Кайман.
Река в общей сложности имеет 46 малых притоков суммарной длиной 90 км.
Впадает на высоте 72,0 м над уровнем моря в Рувозеро, через которое протекает река Ковда, впадающая, в свою очередь, в Белое море.

## Данные водного реестра
По данным государственного водного реестра России относится к Баренцево-Беломорскому бассейновому округу, водохозяйственный участок реки — Ковда от Кумского гидроузла до Иовского гидроузла. Речной бассейн реки — бассейны рек Кольского полуострова и Карелии, впадает в Белое море.
Код объекта в государственном водном реестре — 02020000512102000000795.